# Gran Premio Marcel Kint 2019
La 89.ª edición de la clásica ciclista Gran Premio Marcel Kint fue una carrera en Bélgica que se celebró el 26 de mayo de 2019 con inicio en la ciudad de Cortrique y final en la ciudad de Zwevegem sobre un recorrido de 188,1 kilómetros.
La carrera formó parte del UCI Europe Tour 2019, dentro de la categoría UCI 1.1. El vencedor fue el francés Bryan Coquard del Vital Concept-B&B Hotels seguido de su compatriota Nacer Bouhanni del Cofidis, Solutions Crédits y el belga Alfdan De Decker del Wanty-Gobert.

## Equipos participantes
Tomaron parte en la carrera 22 equipos: 11 de categoría Profesional Continental; y 11 de categoría Continental. Formando así un pelotón de 139 ciclistas de los que acabaron 120. Los equipos participantes fueron:
| Equipos continentales profesionales (11)- Androni Giocattoli-Sidermec - Cofidis, Solutions Crédits - Corendon-Circus - Riwal Readynez - Neri Sottoli-Selle Italia-KTM - Roompot-Charles - Total Direct Énergie - Sport Vlaanderen-Baloise - Vital Concept-B&B Hotels - Wallonie Bruxelles - Wanty-Groupe Gobert Equipos continentales (11)- BEAT Cycling Club - Bike Aid - Canyon DHB p/b Bloor Homes - EvoPro Racing - Leopard - Metec-TKH Continental Cyclingteam p/b Mantel - Pauwels sauzen-Vastgoedservice Continental Team - Tarteletto-Isorex - Cibel-Cebon - Dauner D&DQ-Akkon - Differdange-GeBa |
| |

## Clasificación final
- Las clasificaciones finalizaron de la siguiente forma:[3]

| \| Clasificación general \| Clasificación general \| Clasificación general \| Clasificación general \| Clasificación general \| \| Ciclista \| Ciclista \| Equipo \| Tiempo \| \| \| --------------------- \| --------------------- \| --------------------------- \| --------------------- \| --------------------- \| \| 1.º \| Bryan Coquard \| Vital Concept-B&B Hotels \| 4 h 05 min 23 s \| \| \| 2.º \| Nacer Bouhanni \| Cofidis, Solutions Crédits \| + 0 s \| \| \| 3.º \| Alfdan De Decker \| Wanty-Gobert \| + 0 s \| \| \| 4.º \| Baptiste Planckaert \| Wallonie Bruxelles \| + 0 s \| \| \| 5.º \| Andreas Stokbro \| Riwal Readynez \| + 0 s \| \| \| 6.º \| Michael Van Staeyen \| Roompot-Charles \| + 0 s \| \| \| 7.º \| Alexander Krieger \| Leopard Pro Cycling \| + 0 s \| \| \| 8.º \| Matteo Pelucchi \| Androni Giocattoli-Sidermec \| + 0 s \| \| \| 9.º \| Hugo Hofstetter \| Cofidis, Solutions Crédits \| + 0 s \| \| \| 10.º \| Christophe Noppe \| Sport Vlaanderen-Baloise \| + 0 s \| \| |                     |                             |                 |
| |                     |                             |                 |
| Fuente: ProCyclingStats |                     |                             |                 |
| Clasificación general |                     |                             |                 |
| Ciclista | Ciclista            | Equipo                      | Tiempo          |
| 1.º | Bryan Coquard       | Vital Concept-B&B Hotels    | 4 h 05 min 23 s |
| 2.º | Nacer Bouhanni      | Cofidis, Solutions Crédits  | + 0 s           |
| 3.º | Alfdan De Decker    | Wanty-Gobert                | + 0 s           |
| 4.º | Baptiste Planckaert | Wallonie Bruxelles          | + 0 s           |
| 5.º | Andreas Stokbro     | Riwal Readynez              | + 0 s           |
| 6.º | Michael Van Staeyen | Roompot-Charles             | + 0 s           |
| 7.º | Alexander Krieger   | Leopard Pro Cycling         | + 0 s           |
| 8.º | Matteo Pelucchi     | Androni Giocattoli-Sidermec | + 0 s           |
| 9.º | Hugo Hofstetter     | Cofidis, Solutions Crédits  | + 0 s           |
| 10.º | Christophe Noppe    | Sport Vlaanderen-Baloise    | + 0 s           |

## UCI World Ranking
El Gran Premio Marcel Kint otorgó puntos para el UCI World Ranking para corredores de los equipos en las categorías UCI WorldTeam, Profesional Continental y Equipos Continentales. Las siguientes tablas son el baremo de puntuación y los 10 corredores que obtuvieron más puntos:
| Posición   | 1.º | 2.º | 3.º | 4.º | 5.º | 6.º | 7.º | 8.º | 9.º | 10.º | 11.º | 12.º | 13.º-15.º | 16.º-25.º |
| Puntuación | 125 | 85  | 70  | 60  | 50  | 40  | 35  | 30  | 25  | 20   | 15   | 10   | 5         | 3         |

| Clasificación |                     |                             |        |
| Posición      | Ciclista            | Equipo                      | Puntos |
| ------------- | ------------------- | --------------------------- | ------ |
| 1.º           | Bryan Coquard       | Vital Concept-B&B Hotels    | 125    |
| 2.º           | Nacer Bouhanni      | Cofidis, Solutions Crédits  | 85     |
| 3.º           | Alfdan De Decker    | Wanty-Gobert                | 70     |
| 4.º           | Baptiste Planckaert | Wallonie Bruxelles          | 60     |
| 5.º           | Andreas Stokbro     | Riwal Readynez              | 50     |
| 6.º           | Michael Van Staeyen | Roompot-Charles             | 40     |
| 7.º           | Alexander Krieger   | Leopard                     | 35     |
| 8.º           | Matteo Pelucchi     | Androni Giocattoli-Sidermec | 30     |
| 9.º           | Hugo Hofstetter     | Cofidis, Solutions Crédits  | 25     |
| 10.º          | Christophe Noppe    | Sport Vlaanderen-Baloise    | 20     |